# إلياس خوري
إلياس خوري (1948 - 15 سبتمبر 2024)، قاص وروائي وناقد وكاتب مسرحي ومفكر شعبي لبناني، ولد في بيروت. كتب العديد من الروايات التي ترجمت إلى العديد من اللغات وثلاث مسرحيات وسيناريوهات، وله العديد من الكتابات النقدية. عمل في تحرير عدة صحف لبنانية، وشغل منصب رئيس تحرير الملحق الثقافي الأسبوعي لصحيفة النهار اللبنانية اليومية. كما قام بالتدريس في جامعات مهمة في الولايات المتحدة وفي الدول العربية والأوروبية،  وكان أستاذ زائر للأدب العربي الحديث والأدب المقارن في جامعة نيويورك في 2006.
تُرجمت أعماله ونشرت دوليًا باللغات الكاتالانية والهولندية والإنجليزية والفرنسية والألمانية والعبرية والإيطالية والبرتغالية والنرويجية والإسبانية والسويدية.

عرف بتأييده للقضية الفلسطينية، وكان مؤيدًا للمقاومة الفلسطينية عندما كان مقر منظمة التحرير الفلسطينية في بيروت، قبل الغزو الإسرائيلي للبنان عام 1982.
غزة وفلسطين تُضربان بشكل وحشي منذ ما يقارب العام أيضا، وهما صامدتان لا تتزحزحان. إنهما النموذج الذي أتعلم منه كل يوم حب الحياة
كما عُرف عن إلياس خوري تأييده لثورات الربيع العربي، ومطالب شعوبها بالعدالة والحرية والديمقراطية.

## سيرته
ولد إلياس خوري في 1948 لعائلة أرثوذكسية من الطبقة المتوسطة في منطقة الأشرفية ذات الغالبية المسيحية في بيروت، وكان أعسرًا، وفي سن الثامنة بدأ يستمتع بقراءات جرجي زيدان وتعلم منها الكثير عن الإسلام وخلفيته العربية، ولاحقًا توقف عن قراءة روايات زيدان واعتبرها جاهلة وساذجة، وبدأ في قراءة أعمال كُتاب آخرين، وقد أهتم بقراءة ثلاثة أنواع وهي الأدب العربي الكلاسيكي، والنصوص الأدبية المرتبطة بالحداثة، والروايات الروسية لكتاب مختلفين مثل بوشكين وتشيخوف.
حصل على شهادة الثانوية العامة عام 1966 من ثانوية الراعي الصالح في بيروت، وفي 1967 سافر خوري البالغ من العمر 19 عامًا إلى الأردن وزار مخيمًا للاجئين الفلسطينيين والتحق بحركة فتح المنظمة المقاومة في منظمة التحرير الفلسطينية، وغادر الأردن بعد مقتل وطرد آلاف الفلسطينيين في أعقاب محاولة الانقلاب على الملك حسين في أيلول الأسود.
درس التاريخ في الجامعة اللبنانية وتخرج منها عام 1971، وفي العام التالي حصل على الدكتوراه في التاريخ الاجتماعي من جامعة باريس.
تزوج وأنجب أطفالًا، وأصبح روائيًا ناجحًا وله العديد من الروايات المنشورة.

## المهنة

### المهنة الأدبية
انضم إلياس إلى مجلة مواقف في عام 1972، وأصبح عضوًا في هيئة التحرير، وخلال الفترة من 1975 إلى 1979 ترأس تحرير مجلة شؤون فلسطينية بالتعاون مع محمود درويش، وعمل محرر لسلسلة ذكريات الشعب الصادرة عن مؤسسة البحوث العربية في بيروت بين عامي 1980 و1985، وكان مدير تحرير مجلة الكرمل من 1981 إلى 1982، ومدير تحرير القسم الثقافي في صحيفة السفير من 1983 إلى 1990، وعمل أيضًا مدير فني لمسرح بيروت من 1992 إلى 1998، ومدير مشارك في مهرجان سبتمبر للفنون المعاصرة.
نشر إلياس روايته الأولى في 1975 بعنوان «لقاء الدائرة»، وكتب سيناريو فيلم «الجبل الصغير» في 1977، الذي تدور أحداثه خلال الحرب الأهلية اللبنانية، ومن أعماله الأخرى «رحلة غاندي الصغير» التي تدور حول مهاجر ريفي يعيش في بيروت خلال أحداث الحرب الأهلية.

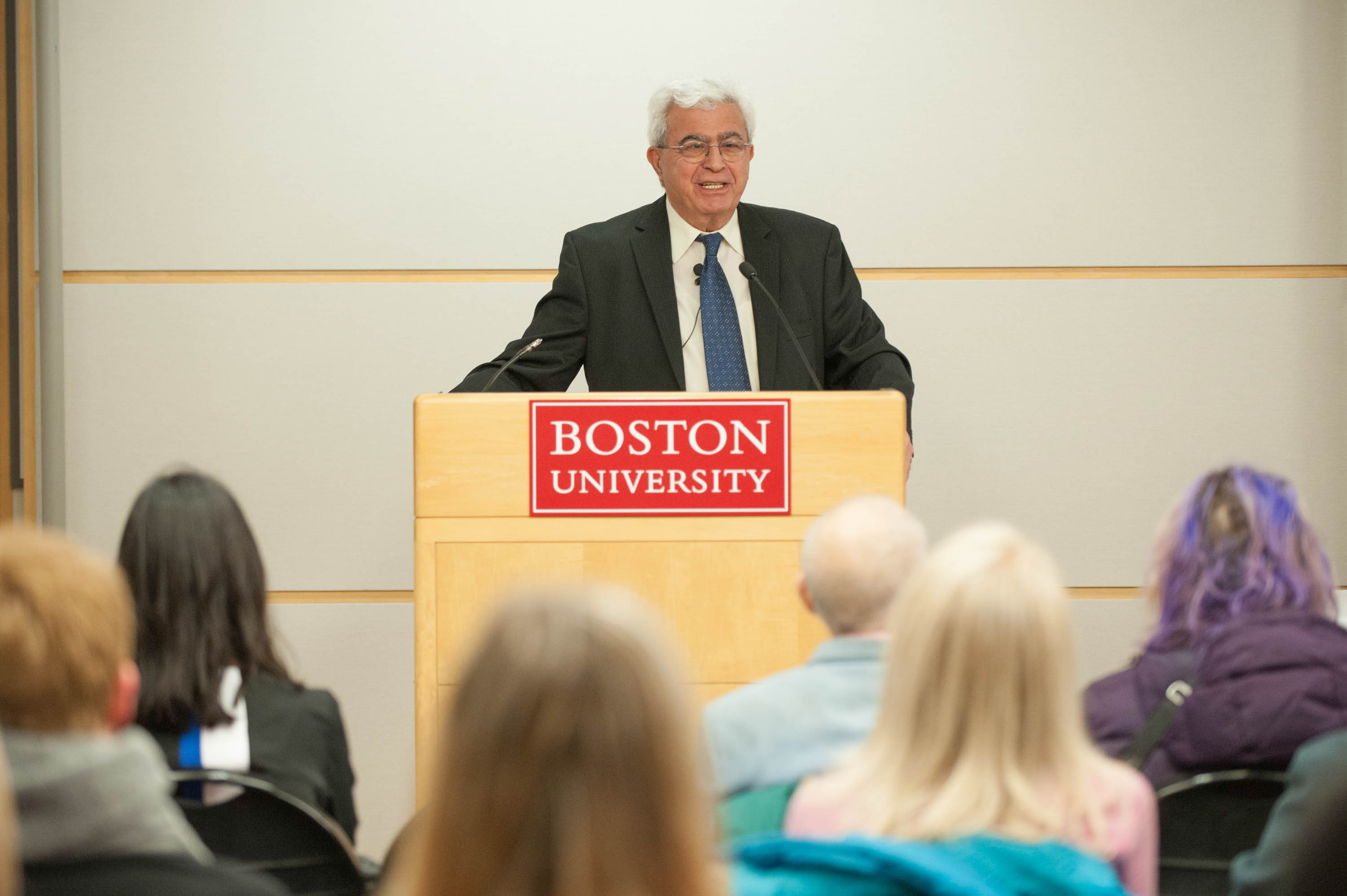
إلياس خوري في جامعة بوسطن

كتب رواية باب الشمس التي تضمنت إعادة سرد ملحمية لحياة اللاجئين الفلسطينيين في لبنان منذ نزوح الفلسطينيين عام 1948، وتناولت أيضًا أفكار الذاكرة والحقيقة ورواية القصص، وقد أُنتجت كفيلم سينمائي يحمل نفس الاسم للمخرج المصري يسري نصر الله في 2002.
نشر إلياس رواية «يالو» في عام 2002، وترجمها بيتر ثيروكس إلى الإنجليزية في 2008، وصور فيها الراوي أحد أفراد الميليشيات السابق المتهم بارتكاب جرائم أثناء الحرب الأهلية في لبنان، وتحدث عن التعذيب في النظام القضائي اللبناني، وأشار في عنوانها إلى اسم قرية عربية فلسطينية هجرت إسرائيل سكانها واحتلتها في حرب 1967، ونزح مُعظم سكانها إلى الأردن.
عُرف إلياس خوري بأنه كاتب غزير الإنتاج، وكانت رواياته تتراوح بين 110-220 صفحة، بينما كانت رواية «باب الشمس» استثناءً في طولها،  وقد تميزت رواياته بنهجها المعقد في المواضيع السياسية والأسئلة الوجودية، ويتضمن أسلوبه السردي حوارًا داخليًا، وكان يميل في أعماله الحديثة لاستخدام اللغة العربية العامية، ولا تزال اللغة العربية الفصحى الحديثة تشكل أساس رواياته، ويستخدم اللهجات في السرد الرئيسي في رواياته، وهو أمر غير معتاد في الأدب المعاصر، حيث أن استخدام اللهجات في الحوار شائع نسبيًا في الأدب العربي الحديث مثل أعمال يوسف إدريس، وفي هذا الصدد يقول «طالما أن اللغة الرسمية المكتوبة غير مفتوحة للغة المنطوقة فهي قمع كامل، لأنها تعني أن التجربة الاجتماعية المنطوقة مهمشة».

### المهنة الأكاديمية
عمل في التدريس في جامعة نيويورك وجامعة هيوستن وكلية بيركلي وجامعة شيكاغو وجامعة كولومبيا وجامعة جورج تاون وجامعة مينيسوتا وجامعة برينستون في الولايات المتحدة، كما درّس في جامعة بواتييه في فرنسا، وجامعة لندن في المملكة المتحدة، وجامعة برلين في ألمانيا، وجامعة زيورخ في سويسرا، وفي وطنه لبنان درّس في الجامعة الأميركية في بيروت والجامعة اللبنانية الأميركية والجامعة اللبنانية.

## أعماله
فيما يلي قائمة ببعض أشهر أعماله:

### روايات
- «أولاد الغيتو - اسمي آدم: رواية»، 2016.[14] صدرت نسختها العبرية عن سلسلة مكتوب عام 2018.[15]
- «أولاد الغيتو 2: نجمة البحر: رواية»، 2019.[16][17]
- «الجبل الصغير»، دار الاداب، بيروت، 2003.[18]
- «الوجوه البيضاء: رواية»، دار الآداب، بيروت، 2003.[19]
- «رائحة الصابون: رواية»، دار الأدب للنشر والتوزيع، بيروت، 2007.[20]
- «أبواب المدينة: رواية»، دار الآداب، بيروت، 1981.[21]
- «عن علاقات الدائرة»، مؤسسة الأبحاث العربية، بيروت، 1985.[22]
- «رحلة غاندي الصغير» - رواية نشرت عام 1989.[23]
- «عكا والرحيل»، 1990.
- «مملكة الغرباء: رواية»، دار الأدب، بيروت، 2007.[24]
- «يالو: رواية»، دار الآداب، بيروت، 2012.[25]
- «مجمع الأسرار: رواية»، نشرت عام 1994، [26] صدرت نسختها العبرية عن سلسلة مكتوب عام 2017.
- «باب الشمس» - نشرت عام 1998 وقد تم إنتاجها فيلماً سينمائياً من إخراج يسري نصر الله وتمثيل عروة نيربية، هيام عباس، حلا عمران، نادرة عمران، عماد البيتم، باسل خياط.[27]
- «كأنها نائمة: رواية»، دار الآداب للنشر والتوزيع، 2013.[28]
- «المرايا المكسورة: سينالكول»، رواية نشرت عام 2012، [29] كتب قسم منها في بيروت ونيويورك 2008-2010 وأنجزت في حزيران 2011 في برلين، حيث قضى عاما دراسيا 2010/2011 كزميل زائر في معهد الدراسات المتقدمة.

### أخرى
- «إحصاءات فلسطينية»، منظمة التحرير الفلسطينية-مركز الأبحاث، 1974.[30]
- «محمود درويش وحكاية الديوان الأخير»، رياض الريس للكتب والنشر، بيروت، 2009.[31]
- «الذاكرة المفقودة: دراسات نقدية»، مؤسسة الابحاث العربية، بيروت، لبنان، 1982.[32]
- «محمود درويش الشاعر، الإنسان، الحب»، تأليف كريم مروة، إلياس خوري، محمد دكروب، وآخرون، 2001.[33]
- «تجربة البحث عن افق: مقدمة لدراسات الرواية العربية بعد الهزيمة»، منظمة التحرير الفلسطينية، مركز الأبحاث، بيروت، 1974.[34]
- «زمن الاحتلال»، مؤسسة الأبحاث العربية، بيروت، 1985.[35]
- «المبتدأ والخبر»، مجموعة قصصية، بيروت، لبنان، 1984.[36]
- «المسيحيون العرب: دراسات ومناقشات»، تأليف خضر، جورج، وإلياس خوري، مؤسسة الابحاث العربية، بيروت، لبنان، 1986.[37]
- «دراسات في نقد الشعر»، مؤسسة الأبحاث العربية، بيروت، لبنان، 1986.[38]
- «عوالم جديدة: ومختصر علم الفلك»، تأليف إلياس خوري بولس، مطبع ابن زيدون، دمشق، 1962.[39]
- «غسان كنفاني: انسانًا واديبًا ومناضلًا»، تأليف إحسان عباس، فضل النقيب، وإلياس خوري، الاتحاد العام للكتاب والصحفيين الفلسطينيين، بيروت، 1974.[40]
- «تأملات في شقاء العرب»، تأليف قصير سمير، وإلياس خوري، وهاشم جان، وأمين هيثم، بيروت، دار النهار للنشر، 2005.[41]
- «حوار مع معين الطاهر: الكتيبة الطلابية: تأملات في التجربة حاوره إلياس خوري وميشال نوفل»، تأليف طاهر، معين، وإلياس خوري الناشر: منشورات ضفاف، بيروت، 2015.[42][43]
- «يوسف حبشي الأشقر طليع، حداث، مجدد في الرواية اللبنانية والقصة»، تأليف يمني العيد، إلياس خوري، عقل العويط، وآخرون، 2003.[44]
- «تصورات البحر الأبيض المتوسط: المتوسط اللبناني»، تأليف أحمد بيضون، وإلياس خوري، 2003.[45]

### تحرير
- «مجنون الأمل: رواية من المغرب»، عبد اللطيف اللعبي، ترجمة علي تزلكاد، المحرر إلياس خوري، 1990.[46]
- «الصبي الخادم: رواية من إفريقيا»، تأليف فرديناند أويونو، ترجمة محمود قدري، المحرر إلياس خوري، 1981.[47]
- «الولد الأسود: رواية من أفريقيا»، تأليف كامارا لاي، ترجمة ضياء المحجوب، تحرير إلياس خوري، 1982.[48]
- «رحيق في غربال: رواية من الهند»، تأليف كمالا ماركاندايا، ترجمة أحمد خليفة، تحرير إلياس خوري، 1982.[49]

### تقديم
- «اليد ترى والقلب يرسم: سيرة تمام الأكحل وإسماعيل شموط»، تأليف تمام الأكحل، تحرير غانم بيبي، تقديم الياس خوري، مؤسسة الدراسات الفلسطينية، 2016.[50]
- «مائة سوناتة حب: جسدان مقهوران بعسل واحد»، تأليف بابلو نيرودا، ترجمة طاهر رياض، تقديم إلياس خوري، 2019.[51]
- «كلمات وكلمات تعابير شعبية من لبنان»، تأليف نجلا جريصاتي، تقديم إلياس خوري، 2017.[52]

## دراسات نقدية
- «أسئلة الرواية العربية: أولاد الغيتو، إسمي آدم: إلياس خوري نموذجا: دراسة»، تأليف عادل الأسطة، 2018.[53]
- «البناء السردي في روايات إلياس خوري»، تأليف صالح، عالية محمود، أزمنة، عمان، 2005.[54]
- «الشخصية الغيرية في الرواية اللبنانية في ظل الحرب الأهلية، 1975-1990: إلياس خوري نموذجًا»، تأليف هيبي، فياض، دار أزمنة للنشر والتوزيع، عمان، 2007.[55]
- «روائيون وتجارب قراءة لأعمال واسيني الأعرج إلياس خوري، أحمد إبراهيم الفقيه، إبراهيم عبد المجيد، سلوى بكر، تركي الحمد، يوسف القعيد» محمد عز الدين التازي، مكتبة الأمة، 2008.[56]
- «سحر الحكاية المروي والراوي والميتاروائي في أعمال إلياس خوري»، محمد رجب الباردي، 2004.[57]
- «في الرواية العربية المعاصرة: عبد الرحمن منيف - حناّ مينة - عبد الرحمن مجيد الربيعي - إلياس خوري - إدوار الخراط»، تأليف مؤمنة بشير عوف، دار المشرق، بيروت، 2008.[58]
- «شعرية الأحلام في الرواية العربية الأساليب، البنيات والأنواع، دراسة نقدية لرواية كأنها نائمة لالياس خوري» تأليف إبراهيم أزوغ، دار كنوز للنشر والتوزيع الأردن 2021.

## وفاته
توفي إلياس خوري يوم الأحد 12 ربيع الأول 1446هـ الموافق 15 سبتمبر 2024م، عن عمر ناهز 76 عامًا. وكان عانى مشكلات صحِّية في الأمعاء استدعت مكوثه في المستشفى للمعالجة شهورًا طويلة.

## وصلات خارجية
- إلياس خوري على موقع أرشيف الشارخ.
- إلياس خوري على موقع مونزينجر (الألمانية)